# هارفي لوك كاري
هارفي لوك كاري (بالإنجليزية: Harvey Locke Carey) هو قاضي ومحامي أمريكي، ولد في 19 يناير 1915 في باركين في الولايات المتحدة، وتوفي في 8 يناير 1984 في مندن في الولايات المتحدة بسبب سرطان القولون.